# Я люблю тебя до смерти
«Я люблю тебя до смерти» (англ. I Love You to Death) — американская чёрная комедия 1990 года, снятая Лоуренсом Касданом. В главных ролях: Кевин Клайн, Трейси Ульман, Джоан Плаурайт, Ривер Феникс, Уильям Херт и Киану Ривз.
Сценарий, написанный Джоном Костмайером, в значительной степени, основан на реальной истории: покушение на убийство, которое произошло в 1983 году в Аллентауне, штат Пенсильвания. Фрэнсис Тото неоднократно пыталась убить своего мужа, Энтони. Она провела четыре года в тюрьме за попытку убийства и была освобождена в 1988 году.

## Сюжет
Владелец пиццерии Джоуи долгое время изменяет своей жене Розали с несколькими женщинами. Однажды ей становится об этом известно, однако она отказывается от развода и готовит план убийства супруга.

## В ролях
| Актёр            | Роль                   |
| ---------------- | ---------------------- |
| Кевин Клайн      | Джоуи Бока             |
| Трейси Ульман    | Розали Бока            |
| Джоан Плаурайт   | Надя, мать Розали      |
| Ривер Феникс     | Дево Нод               |
| Уильям Хёрт      | Харлан Джеймс          |
| Киану Ривз       | Марлон Джеймс          |
| Джеймс Гэммон    | лейтенант Ларри Шхунер |
| Джек Келер       | сержант Карлос Уайли   |
| Виктория Джексон | Лэйси                  |
| Мириам Маргулис  | мать Джоуи             |
| Элисон Портер    | Карла Бока             |
| Джон Кэздан      | Доминик Бока           |
| Хизер Грэм       | Бриджет                |
| Шири Эпплби      | Милли, девушка в парке |
| Фиби Кейтс       | девушка на дискотеке   |
| Лоуренс Кэздан   | адвокат Дево           |
| Кэтлин Йорк      | Дьюи Браун             |

## Отзывы
Фильм получил смешанные оценки критиков. На сайте Rotten Tomatoes у картины 56 % положительных отзывов на основе 25 рецензий, на Metacritic — 45 баллов из 100 на основе 13 рецензий. Роджер Эберт поставил фильму 3 звезды из 4.